# Список министров экономики России

## Органы управления экономикойРСФСР

### Государственная общеплановая комиссия при СТО РСФСР
| Имя                                             | Дата вступления в должность | Дата снятия с должности |
| ----------------------------------------------- | --------------------------- | ----------------------- |
| Кржижановский, Глеб Максимилианович (1872—1959) | 22 февраля 1921             | 17 июля 1923            |

17 июля 1923 упразднена — преобразована в Госплан СССР.

### Государственная плановая комиссия РСФСР
| Имя                                                        | Дата вступления в должность | Дата снятия с должности |
| ---------------------------------------------------------- | --------------------------- | ----------------------- |
| Лежава, Андрей Матвеевич (1870—1937)                       | 13 марта 1925               | 17 июля 1929            |
| Левин, Рувим Яковлевич (1898—1937)                         | 17 июля 1929                | 31 октября 1930         |
| Рогов, Михаил Иванович (1880—1942)                         | 31 октября 1930             | 15 августа 1934         |
| Карп, Сергей Бенедиктович (1892—1937)                      | 15 августа 1934             | 31 июля 1937            |
| Тверской, Константин Николаевич (19**—19**) 1-й зам, и. о. | 12 августа 1937             | 8 сентября 1937         |
| Чадаев, Яков Ермолаевич (1904—1985)                        | 8 сентября 1937             | 23 ноября 1937          |

### Государственная плановая комиссия РСФСР при СНК РСФСР
| Имя                                    | Дата вступления в должность | Дата снятия с должности |
| -------------------------------------- | --------------------------- | ----------------------- |
| Чадаев, Яков Ермолаевич (1904—1985)    | 23 ноября 1937              | 7 мая 1939              |
| Дегтярь, Дмитрий Данилович (1904—1982) | 28 июля 1939                | 15 марта 1946           |

15 марта 1946 года название комиссии изменено в связи с преобразованием Совета народных комиссаров в Совет министров РСФСР.

### Государственная плановая комиссия РСФСР при СМ РСФСР
| Имя                                          | Дата вступления в должность         | Дата снятия с должности    |
| -------------------------------------------- | ----------------------------------- | -------------------------- |
| Дегтярь, Дмитрий Данилович (1904—1982)       | 15 марта 1946                       | 5 сентября 1947            |
| Басов, Михаил Васильевич (1902—1950)         | 24 мая 1948                         | 1 августа 1949             |
| Чадаев, Яков Ермолаевич (1904—1985)          | и. о.1 августа 1949 13 августа 1950 | 13 августа 1950 4 мая 1957 |
| Байбаков, Николай Константинович (1911—2008) | 4 мая 1957                          | 7 мая 1958                 |
| Новиков, Владимир Николаевич (1907—2000)     | 7 мая 1958                          | 11 мая 1960                |
| Герасимов, Константин Михайлович (1910—1982) | 11 мая 1960                         | 6 мая 1974                 |
| Масленников, Николай Иванович (1921—2013)    | 6 мая 1974                          | 31 августа 1978            |

31 августа 1978 года преобразована в Государственный плановый комитет РСФСР.

### Государственный плановый комитет РСФСР
| Имя                                          | Дата вступления в должность     | Дата снятия с должности   |
| -------------------------------------------- | ------------------------------- | ------------------------- |
| Масленников, Николай Иванович (1921—2013)    | 31 августа 1978                 | 26 июля 1989              |
| Хомяков, Александр Александрович (1932—2014) | 26 июля 1989 и. о. 15 июня 1990 | 15 июня 1990 14 июля 1990 |

Упразднен в соответствии с Законом РСФСР от 14 июля 1990 г. «О республиканских министерствах и государственных комитетах РСФСР».

### Государственный комитет РСФСР по экономике
Образован 14 июля 1990 года вместо упраздненного Госплана РСФСР.
| Имя                                                   | Дата вступления в должность | Дата снятия с должности |
| ----------------------------------------------------- | --------------------------- | ----------------------- |
| Фильшин, Геннадий Иннокентьевич (1931—2021)           | 14 июля 1990                | 13 февраля 1991         |
| Запальский, Леонид Александрович (1934—2014), 1-й зам | 13 февраля 1991             | 30 июля 1991            |

30 июля 1991 года преобразован в Министерство экономики РСФСР.

### Министерство экономики РСФСР
Образовано 30 июля 1991 года на базе Государственного комитета РСФСР по экономике.
| Имя                                    | Дата вступления в должность          | Дата снятия с должности       |
| -------------------------------------- | ------------------------------------ | ----------------------------- |
| Сабуров, Евгений Фёдорович (1946—2009) | 15 августа 1991 и. о. 15 ноября 1991 | 15 ноября 1991 5 декабря 1991 |

11 ноября 1991 года на базе Министерства экономики РСФСР создано Министерство экономики и финансов РСФСР. Указом Президента Российской Федерации № 11 от 4 января 1992 года объявлено, что на основании Указов Президента РСФСР № 190 от 11 ноября 1991 года и № 242 от 28 ноября 1991 года Министерство экономики РСФСР считается упраздненным с 11 ноября 1991 года.

### Министерство экономики и финансов РСФСР
Образовано в соответствии с Указом Президента РСФСР от 11 ноября 1991 года № 190 в результате объединения Министерства экономики РСФСР и Министерства финансов РСФСР.
| Имя                                | Дата вступления в должность | Дата снятия с должности |
| ---------------------------------- | --------------------------- | ----------------------- |
| Гайдар, Егор Тимурович (1956—2009) | 11 ноября 1991              | 25 декабря 1991         |

25 декабря 1991 Верховный Совет РСФСР принял закон о переименовании РСФСР в Российскую Федерацию — Россию. 21 апреля 1992 года Съезд народных депутатов РСФСР внес соответствующие изменения в Конституцию РСФСР, которые вступили в силу 16 мая 1992 года.

## Органы управления экономикой Российской Федерации

### Министерство экономики и финансов Российской Федерации
| Имя                                | Дата вступления в должность | Дата снятия с должности |
| ---------------------------------- | --------------------------- | ----------------------- |
| Гайдар, Егор Тимурович (1956—2009) | 25 декабря 1991             | 19 февраля 1992         |

19 февраля 1992 года обратно разделено на Министерство экономики Российской Федерации и Министерство финансов Российской Федерации.

### Министерство экономики Российской Федерации
Образовано в соответствии с Указом Президента Российской Федерации от 19 февраля 1992 года № 156 при разделении Министерства экономики и финансов Российской Федерации.
| Имя                                               | Дата вступления в должность | Дата снятия с должности |
| ------------------------------------------------- | --------------------------- | ----------------------- |
| Нечаев, Андрей Алексеевич (род. 1953)             | 19 февраля 1992             | 25 марта 1993           |
| Шаповальянц, Андрей Георгиевич (1952—2021), и. о. | 26 марта 1993               | 15 апреля 1993          |
| Лобов, Олег Иванович (1937—2018)                  | 15 апреля 1993              | 18 сентября 1993        |
| Гайдар, Егор Тимурович (1956—2009), и. о.         | 22 сентября 1993            | 20 января 1994          |
| Шохин, Александр Николаевич (род. 1951)           | 20 января 1994              | 6 ноября 1994           |
| Ясин, Евгений Григорьевич (1934—2023)             | 8 ноября 1994               | 17 марта 1997           |
| Уринсон, Яков Моисеевич (род. 1944)               | 17 марта 1997               | 25 сентября 1998        |
| Шаповальянц, Андрей Георгиевич (1952—2021)        | 25 сентября 1998            | 17 мая 2000             |

17 мая 2000 года преобразовано в Министерство экономического развития и торговли Российской Федерации.

### Министерство экономического развития и торговли Российской Федерации
Образовано в соответствии с Указом Президента Российской Федерации от 17 мая 2000 года № 867 на базе Министерства экономики Российской Федерации.
| Имя                                          | Дата вступления в должность | Дата снятия с должности |
| -------------------------------------------- | --------------------------- | ----------------------- |
| Греф, Герман Оскарович (род. 1964)           | 18 мая 2000                 | 24 сентября 2007        |
| Набиуллина, Эльвира Сахипзадовна (род. 1963) | 24 сентября 2007            | 12 мая 2008             |

12 мая 2008 года преобразовано в Министерство экономического развития Российской Федерации. Вопросы торговли переданы в Министерство промышленности и торговли Российской Федерации.

### Министерство экономического развития Российской Федерации
Образовано в соответствии с Указом Президента Российской Федерации от 12 мая 2008 года № 724 на базе Министерства экономического развития и торговли Российской Федерации.
| Имя                                          | Дата вступления в должность | Дата снятия с должности |
| -------------------------------------------- | --------------------------- | ----------------------- |
| Набиуллина, Эльвира Сахипзадовна (род. 1963) | 12 мая 2008                 | 21 мая 2012             |
| Белоусов, Андрей Рэмович (род. 1959)         | 21 мая 2012                 | 24 июня 2013            |
| Улюкаев, Алексей Валентинович (род. 1956)    | 24 июня 2013                | 15 ноября 2016          |
| Елин, Евгений Иванович (врио) (род. 1962)    | 15 ноября 2016              | 30 ноября 2016          |
| Орешкин, Максим Станиславович (род. 1982)    | с 30 ноября 2016            | 21 января 2020          |
| Решетников, Максим Геннадьевич (род. 1979)   | с 21 января 2020            |                         |